# Stupari (Mrkonjić Grad)
Stupari (szerbül: Ступари) falu Bosznia-Hercegovinában, Bosanska krajina területén, a Szerb Köztársaságban, Mrkonjić Grad községben.

## Fekvése
Bosznia-Hercegovina közép-nyugati részén, Banja Lukától légvonalban 38, közúton 62 km-re délre, községközpontjától légvonalban 2 km-re, közúton 3 km-re északnyugatra, 704 méteres tengerszint feletti magasságban található. 

## Népessége
| Nemzetiségi csoport | Népesség 1991 | Népesség 2013 |
| ------------------- | ------------- | ------------- |
| Szerb               | 431           | 293           |
| Bosnyák             | 0             | 0             |
| Horvát              | 0             | 0             |
| Jugoszláv           | 1             | 0             |
| Egyéb               | 3             | 1             |
| Összesen            | 435           | 294           |

## Története
A Busija településrész terűletén máig fennmaradt késő középkori sírkövek a település középkori életéről tanúskodnak. Ezek a sírkövek a kereszténység főáramlatának behódolni nem akaró, eredetileg Boszniában élő bogumilok díszesen faragott középkori sírkövei voltak. A legrégebbi ilyen sírkövek a 12. század második feléből származnak, de csak a 14-15. században terjedtek el Bosznia-Hercegovina, Szerbia, Horvátország és Montenegró területén.
A Banja Luka és Mrkonjić Grad közötti hegyvidék a középkori zemljaniki plébániához tartozott. Ez Zmijanjének nevezett vidék a Jajcától északra fekvő Orbász völgye várainak elesésével 1527-1528-ban került oszmán uralom alá. Az oszmán uralom első éveiben a Zmijanje náhije magába foglalta az Orbász (Vrbas) és a Szana folyók közötti teljes területet, valamint délen a Mrkonjić Grad feletti Kozare, Dimitor és Lisina hegységeket. Kicsit később a Trijebovói náhije, mely Mrkonjić Grad környékén feküdt, levált róla.
A település 1878-ig tartozott az Oszmán Birodalomhoz, majd az Osztrák-Magyar Monarchia része lett. 1879-ben az első osztrák-magyar népszámlálás során Istupari néven Bara község része volt. 1910-ben a településen 27 házat 176 szerb, és 5 muszlim lakost számláltak.A monarchia szétesésével 1918-ben előbb a Szerb-Horvát-Szlovén Királyság, majd 1929-től a Jugoszláv Királyság része. Jugoszlávia megszállása után a falu a Független Horvát Állam (NDH) része lett. 1945-től a szocialista Jugoszlávia része volt.
A településen az 1991-es népszámlálás adatai szerint 435-en éltek. A település 1995 szeptemberéig a boszniai szerb katonai egységek (VRS) ellenőrzése alatt állt. A boszniai háborút lezáró daytoni békeszerződés rendelkezése alapján az ország területét felosztották a Bosznia-hercegovinai Föderáció és a boszniai Szerb Köztársaság között. Ennek során a település a Boszniai Szerb Köztársasághoz és Mrkonjić Grad községhez került.

## Nevezetességei
- Busija – középkori temető maradványai. A nekropolisz rossz állapotban van. Magas növényzettel van benőve, mohával és zuzmóval borított, részben gyökérrendszerrel borított stećakokkal. A helyszín Stupari faluban, Jovandići és Šormezi falucskák között, a Busija-dombon található, amely mintegy 360 méterrel északra fekszik a Novakovac-forrástól. [8]